# Acer sycopseoides
Acer sycopseoides — вид квіткових рослин з родини сапіндових (Sapindaceae).

## Опис
Дерева до 6 метрів заввишки. Кора сірувата. Гілочки пурпурувато-бурі, густо-жовто-запушені. Листя стійке: ніжка ≈ 2.5 см; листкові пластинки яйцюваті, видовжено-яйцюваті чи обернено-яйцюваті, 5–8 × 2.5–4 см, абаксіально (низ) запушена, адаксіально жовто-зелена, основа округла, край сильно загорнутий і коротко 1- або 2-лопатевий, верхівка тупо-загострена. Супліддя верхівкове, щиткоподібне, густо запушене, з нечисленними самарами. Самари зрештою голі, 1.8–2.2 см разом із крилом; горішки сильно опуклі, еліптично-довгасті, ≈ 5 × 3 мм, крила ≈ 4 мм ушир, розгорнуті під тупим кутом. Квітне у квітні, плодить у вересні.

## Поширення
Вид є ендеміком південно-центрального й південно-східного Китаю: пн. Гуансі, пд. Гуйчжоу, цн. Юньнань.
Населяє ліси; на висотах від 600 до 2100 метрів.